# Coupe du Maroc de football 1976-1977
 (avril 2024).
Si vous disposez d'ouvrages ou d'articles de référence ou si vous connaissez des sites web de qualité traitant du thème abordé ici, merci de compléter l'article en donnant les références utiles à sa vérifiabilité et en les liant à la section « Notes et références ».
Navigation
Édition précédente Édition suivante
La saison 1976-1977 de la Coupe du Trône est la vingt-unième édition de la compétition. 
Le Raja Club Athletic remporte la coupe au détriment du Difaâ d'El Jadida sur le score de 1-0 au cours d'une finale jouée dans le Stade du FUS à Rabat. Le Raja Club Athletic remporte ainsi cette compétition pour la seconde fois de son histoire.

## Déroulement

### Huitièmes de finale
| Équipe 1                     | Équipe 2                  | Résultat            |
| Wydad Athletic Club          | Jeunesse Kénitra          | 2 - 0               |
| Chabab Mohammédia            | Wydad de Fès              | 1 - 0               |
| Ittihad Khemisset            | Renaissance de Settat     | 1 - 1 1 - 3 (t.a.b) |
| Kawkab de Marrakech          | Maghreb de Fès            | 5 - 0               |
| Union de Touarga             | Mouloudia Club d'Oujda    | 1 - 1 2 - 4 (t.a.b) |
| Ittihad Riadi Fkih Ben Salah | Nejm Shabab Bidawi        | 0 -1                |
| Amal Belksiri                | Difaâ d'El Jadida         | 1 - 2               |
| Raja Club Athletic           | Fath Union Sport de Rabat | 1 - 0               |

### Quarts de finale
| Équipe 1            | Équipe 2               | Résultat |
| Wydad Athletic Club | Mouloudia Club d'Oujda | 1 - 3    |
| Chabab Mohammédia   | Nejm Shabab Bidawi     | 2 - 1    |
| Difaâ d'El Jadida   | Kawkab de Marrakech    | 2 - 1    |
| Raja Club Athletic  | Renaissance de Settat  | 1 - 0    |

### Demi-finales
| Équipe 1           | Équipe 2               | Résultat |
| Raja Club Athletic | Mouloudia Club d'Oujda | 3 - 2    |
| Difaâ d'El Jadida  | Chabab Mohammédia      | 3 - 0    |

### Finale
La finale oppose les vainqueurs des demi-finales, le Raja Club Athletic face au Difaâ d'El Jadida, le 17 juillet 1977 au Stade du FUS à Rabat.
| Coupe du Trône : Finale 1977 | Raja Club Athletic            | 1 - 0 | Difaâ d'El Jadida | Stade du FUS, Rabat                            |                                                |
| 17 juillet 1977              | Abdellatif Beggar 118e (pen.) |       |                   | Spectateurs : 20 000 Arbitrage : Mohamed Bahou | Spectateurs : 20 000 Arbitrage : Mohamed Bahou |
| 17 juillet 1977              |                               |       |                   | Spectateurs : 20 000 Arbitrage : Mohamed Bahou | Spectateurs : 20 000 Arbitrage : Mohamed Bahou |